# Ogdensburg (Nowy Jork)
Ogdensburg – miasto leżące w hrabstwie St. Lawrence w stanie Nowy Jork w Stanach Zjednoczonych.
- Powierzchnia: 21,1 km²
- Ludność: 12 364 (2000)